# Исламская аграрная революция
Исламская аграрная революция (также арабская аграрная революция, средневековая зелёная революция) — крупные преобразования в сельском хозяйстве Арабского халифата и связанный с этим прогресс в науках о земле, естественных науках и экономике в эпоху Исламского золотого века с VIII по XIII в. н. э. Термин предложил историк Эндрю Уотсон в 1974 году.
В результате установления Арабского халифата на обширной территории с запада Европы и до Центральной Азии возникла глобальная экономика, что позволило арабским и другим мусульманским торговцам вести широкий торговый обмен, распространить по всей территории Халифата и за его пределы множество сельскохозяйственных культур и технологий ведения сельского хозяйства, а также адаптировать эти культуры и методы за пределами Халифата. Помимо сельскохозяйственных культур арабского мира, широкое распространение за пределами своей родины получили сорго (Африка), цитрусовые (Китай), различные культуры Индии (манго, рис, хлопок, сахарный тростник). Ряд исследователей называют этот период «глобализацией сельскохозяйственных культур». Появление новых культур, рост механизации сельского хозяйства привели к большим сдвигам в экономике, распределении населения, типам посевов, с/х производстве, доходах населения, урбанизации, распределении рабочей силы, инфраструктуры, кухни народов мира и одежды.

## География
При образовании Арабского халифата многие ранее изолированные друг от друга регионы были объединены в одном государстве, в связи с чем между ними начался интенсивный научный, торговый и хозяйственный обмен. Исламские мореплаватели стали активно осваивать соседние регионы, в том числе Европу, Китай и Индию. 
Эффект глобализации нарастал постепенно, а его кульминация на поздних этапах существования халифата получила в историографии название Золотой век ислама. Примерным историческим рубежом условно считается правление Харуна ар-Рашида, в связи с чем этот далеко не успешный халиф столь популярен в исламской литературе.